# Hadena declinans
Hadena declinans là một loài bướm đêm trong họ Noctuidae.